# Marquesado de Torre de Soto
El Marquesado de Torre de Soto es un título nobiliario español creado por el rey Carlos II, el 30 de julio de 1689, a favor de Francisco Antonio de Soto y Guzmán, Regidor Perpetuo de la Ciudad de Cádiz, Alguacil Mayor de los Consejo de Estado y Guerra, Caballero de la Orden de Santiago.
El título fue rehabilitado en 1989, por el rey Juan Carlos I, a favor de María Dolores Cervera y Govantes.

## Armas
«Partido: 1º, en campo de azur, un águila, de oro; bordura de oro, con ocho candados abiertos, de azur; y 2º, cuartelado en aspa: primero y cuarto, en campo de azur, una caldera, jaquelada de oro y gules, con cuatro cabezas de sierpe en cada aspa; y segundo y tercero, en campo de plata, cinco armiños, de sable, puestos en cruz; bordura jaquelada de plata, con un león rampante de gules, con una torre de oro, aclarada de azur.»

## Marqueses de Torre de Soto
|                                               | Titular                             | Periodo                             |
| Creado en 1689 por el rey Carlos II           | Creado en 1689 por el rey Carlos II | Creado en 1689 por el rey Carlos II |
| --------------------------------------------- | ----------------------------------- | ----------------------------------- |
| I                                             | Francisco Antonio de Soto y Guzmán  | 1689-?                              |
|                                               | Mariana de Soto Portillo y Guzmán   |                                     |
| Rehabilitado en 1989 por el rey Juan Carlos I |                                     |                                     |
|                                               | María Dolores Cervera y Govantes    | 1989-Actual titular                 |

## Historia de los marqueses de Torre de Soto
- Francisco Antonio de Soto y Guzmán, I marqués de Torre de Soto, Regidor Perpetuo de la Ciudad de Cádiz, Alguacil Mayor de los Consejo de Estado y Guerra, Caballero de la Orden de Santiago.

1. Casó con Isabel María de Vera y Mendoza.

Tuvieron, al menos, una hija: Isabel María de Soto y Guzmán (f.1709), casada con Diego Abarca Maldonado, con quien tuvo al menos un hijo: Francisco.
Rehabilitación en 1989, a favor de:
- María Dolores Cervera y Govantes (n.1944), marquesa de Torre de Soto, del Real Cuerpo de Nobleza de Cataluña.

Hija de Pascual Cervera y Cervera, y de Francisca Govantes y Peñalver, II marqueses de Casa Cervera.
Casó, en 1965, con Rafael Fernández-Ordóñez (n.1940), Doctor Ingeniero de Caminos, Canales y Puertos.
Tienen cuatro hijos: 
1. Reyes (n.1966). Economista. Casó en 1992 con Ignacio Alejandre y Zabía. Con descendencia.
2. Francisco (n.1967). Informático. Casó en 2003 con Magdalena Carriedo García. Separados desde 2013. Con descendencia.
3. Rafael (n.1968). Ingeniero de Caminos, Canales y Puertos. Casó en 1996 con María Luisa Guerrero Tramoyeres. Con descendencia.
4. Gonzalo (n.1970). Abogado y economista, IESE. Casó en 1996 con Salomé Pita Espiniella. Con descendencia.

Actual titular.